# Пинтадо, Джесси
Хесус «Джесси» Эрнесто Пинтадо Андраде (англ. Jesus "Jesse" Ernesto Pintado Andrade; 12 июля 1969 — 27 августа 2006) — американский рок-музыкант мексиканского происхождения, выступавший в качестве гитариста в группах Terrorizer, Brujeria, Lock Up и Napalm Death.

## Биография
Пинтадо родился в Мексике, но переехал в раннем возрасте в США. Он начинал свою карьеру в грайндкор-группе Terrorizer, приняв участие в записи альбома World Downfall (дебютного для Пита Сэндовала, который вскоре ушёл в Morbid Angel). Пинтадо приписывают изобретение термина «грайндкор» (в 1983 году), которым он описывал музыкальную «смесь шума и хаоса», называя так стиль своей группы.
Долгое время Пинтадо жил в городе Хантингтон-Парк (штат Калифорния), а его домашний адрес был изображён на буклете, прилагавшемся к CD-диску World Downfall. Вскоре Пинтадо уехал в Бирмингем, где стал участником группы Napalm Death, заменив Билла Стира в группе перед записью альбома Harmony Corruption. В 2004 году Пинтадо ушёл из Napalm Death и возродил группу Terrorizer, пригласив Тони Нормана из группы Monstrosity и Энтони Резхоука из Resistant Culture (он и Пит Сэндовал были единственными участниками оригинального состава).
Также Пинтадо играл в группах Lock Up и Brujeria, в которых играл и бас-гитарист Шейн Эмбери из Napalm Death.
Последним местом жительства Пинтадо был голландский Риддеркерк. Через несколько дней после выхода второго альбома группы Terrorizer Пинтадо скончался в госпитале в результате печёночной недостаточности и последовавшей после диабета комой. Здоровье Пинтадо было подорвано алкоголизмом.

## Дискография

### Napalm Death

#### Студийные альбомы
- Harmony Corruption (1990)
- Utopia Banished (1992)
- Fear, Emptiness, Despair (1994)
- Diatribes (1996)
- Inside the Torn Apart (1997)
- Words from the Exit Wound (1998)
- Enemy of the Music Business (2000)[4]

#### Синглы
- Harmony Corruption bonus live EP (EP, 1990)
- Mass Appeal Madness (EP, MOSH46 1991)
- The World Keeps Turning (EP, MOSH65 1992)
- Nazi Punks Fuck Off (EP, MOSH92 1993)
- Hung (EP, 1994)
- More Than Meets the Eye (Promo, 1994)
- Plague Rages (промо, 1994)
- Greed Killing (EP, 1995)
- Cursed to Tour (сплит с At the Gates, 1996)
- In Tongues We Speak (сплит-CD с Coalesce) (MOSH168 1997)
- Breed to Breathe (EP, 1997)
- Leaders Not Followers (EP, 1999)

#### Сборники Napalm Death
- Death by Manipulation (MOSH51, Earache 1992)
- The Peel Sessions (1993)
- The Complete Radio One Sessions (2000)
- Noise for Music's Sake (MOSH266, Earache 2003)

#### Концертные альбомы
- The Peel Sessions (1989)
- Live Corruption (1990)
- Bootlegged in Japan (1998)
- Punishment in Capitals (2002, CD)

#### DVD и VHS
- Live Corruption (VHS, 1991)
- The DVD (DVD, 2001)
- Punishment in Capitals (DVD, 2002)

### Terrorizer

#### Студийные альбомы
- World Downfall (1989)
- Darker Days Ahead (2006)

#### Сборники
- From the Tomb (2003)
- Before the Downfall (2014)

### Nausea LA

#### Синглы
- Psychological Conflict (1991)[5]

### Lock Up

#### Студийные альбомы
- Pleasures Pave Sewers (CD, 1999)
- Hate Breeds Suffering (CD, 2002)

### Resistant Culture

#### Студийные альбомы
- Welcome To Reality (CD, 2005)

#### Концертные альбомы
- Live in Japan (CD, 2005)

### Brujeria

#### Студийные альбомы
- Brujerizmo (CD, 2000)

#### Сборники
- Mextremist! Greatest Hits (Kool Arrow Records, 2001)
- The Mexecutioner! - The Best of Brujeria (Roadrunner Records, 2003)
- The Singles (2006)